# کاشیک باسو
کاشیک باسو (انگلیسی: Kaushik Basu؛ زادهٔ ۹ ژانویهٔ ۱۹۵۲) اقتصاددان اهل هند است.
وی همچنین برندهٔ جوایزی همچون مدال مؤسسان انجمن مهندسان برق و الکترونیک شده است.